# 황금뜰로
황금뜰로(Hwanggeumtteul-ro)는 충청남도 예산군 덕산면 고도교차로에서 예산군 예산읍 발연교차로 잇는 41.6km의 도로이다

## 주요 경유지
충청남도
- 예산군 (덕산면 - 신암면 - 고덕면 - 오가면 - 신암면 - 예산읍)

## 노선
| 이름                  | 접속 노선                     | 소재지          | 소재지          | 비고            |
| 봉명산로와 직결       | 봉명산로와 직결               | 봉명산로와 직결 | 봉명산로와 직결 | 봉명산로와 직결 |
| --------------------- | ----------------------------- | --------------- | --------------- | --------------- |
| 고도 교차로           | 지방도 제618호선 (황금뜰로)   | 예산군          | 덕산면          |                 |
| 고도교                |                               | 예산군          | 덕산면          |                 |
| 대지사거리            | 국도 제40호선 (예덕로)        | 예산군          | 덕산면          |                 |
| 석곡교                |                               | 예산군          | 덕산면          |                 |
| 구만1 교차로          | 지방도 제619호선 (삽교평야로) | 예산군          | 덕산면          |                 |
| 구만교                |                               | 예산군          | 신암면          |                 |
| 별리삼거리            | 두리별리길                    | 예산군          | 신암면          |                 |
| 별리 교차로           | 조곡예림길                    | 예산군          | 신암면          |                 |
| 조곡삼거리            | 조곡남길                      | 예산군          | 신암면          |                 |
| 오촌사거리회전 교차로 | 오신로                        | 예산군          | 오가면          |                 |
| 오촌교                |                               | 예산군          | 신암면          |                 |
| 신원교                |                               | 예산군          | 예산읍          |                 |
| 발연 교차로           | 국도 제21호선 (충서로) 발연로 | 예산군          | 예산읍          |                 |

## 주요 건물 및 시설
- 고덕초등학교 (황금뜰로 203/대천리 650-4)
- 또래오래 충남고덕점 (황금뜰로 204/대천리 723-1)
- 농협 고덕농협하나로마트 (황금뜰로 220/대천리 770-4)
- GS칼텍스 한빛주유소 (황금뜰로 346/석곡리 258)
- 석곡3구경로당 (황금뜰로 428/구안리 1026-17)
- 고덕의용소방대 (황금뜰로 576/구안리 649-1)
- 별리1리마을회관 (황금뜰로 852/별리 210-3)
- 오촌1리마을회관 (황금뜰로 1204/오촌리 109-1)
- 오촌1리여성경로당 (황금뜰로 1206/오촌리 109-1)
- 신원2리마을회관 (황금뜰로 1358/신원리 22-1)